# Império do Espírito Santo de São Mateus da Calheta
O Império do Espírito Santo de São Mateus da Calheta ou Império do Espírito Santo do Terreiro é um Império do Espírito Santo português que se localiza na freguesia açoriana de São Mateus da Calheta, concelho de Angra do Heroísmo, ilha Terceira, arquipélago dos Açores.

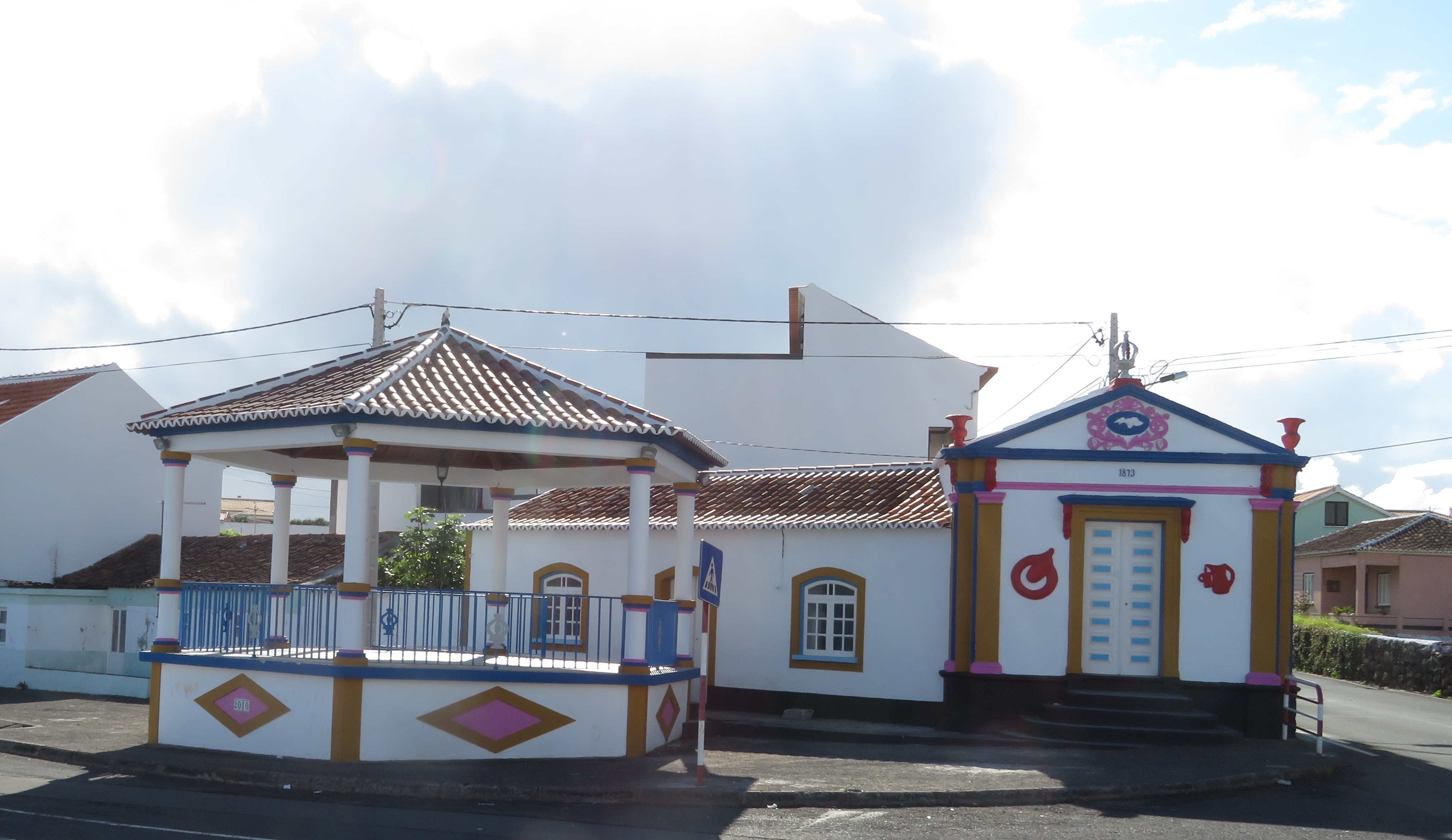
Império do Espírito Santo de São Mateus da Calheta

Este Império do Espírito Santo tem a sua fundação no século XIX mais precisamente no ano de 1873.